# 奥特拉德诺耶农村居民点 (布良斯克州)
奥特拉德诺耶农村居民点（俄语：Отрадненское сельское поселение）是俄罗斯联邦布良斯克州布良斯克区所属的一个农村居民点。其下辖有3个居民点，行政中心为奥特拉德诺耶。据2015年统计，该农村居民点的人口为2657人。